# Charax pauciradiatus
Charax pauciradiatus es una especie de peces de la familia Characidae en el orden de los Characiformes.

## Morfología
Los machos pueden llegar alcanzar los 10,1 cm de longitud total y son mucho más pequeños que las  hembras.

## Reproducción
Tiene lugar durante la estación de lluvias: los huevos son depositados entre la vegetación y su incubación dura 30 horas.

## Alimentación
Los alevines menores de 6 cm se nutren de  larvas de quironómidos, en menor medida, de Cladoceras. Después, y en orden de preferencia, comen  gambas, crisálidas de odonatos, y alevines de los Géneros  Ctenobrycon y Curimata .

## Hábitat
Vive en zonas de clima tropical entre 22 °C - 27 °C de temperatura.

## Distribución geográfica
Se encuentran en Sudamérica: Surinam y  cuenca del río Amazonas en Brasil.